# Simon Sejr
Simon Sejr Jensen (* 29. Juni 1996 in Kopenhagen) ist ein dänischer Hallenhandball- und Beachhandballspieler.

## Karriere

### Verein
Der 2,02 m große Torwart wurde mit dem dänischen Verein Aarhus Håndbold in der Saison 2014/15 dänischer Meister der Altersklasse U-18. Anschließend lief Sejr zwei Jahre für Odder Håndbold auf, ehe er nach Norwegen zum Bodø HK wechselte. Mit dem Team aus Bodø nahm er am EHF Challenge Cup 2018/19 teil, scheiterte jedoch bereits zum Einstieg in der dritten Runde an VHC Šviesa Vilnius. Von 2019 bis 2021 stand er beim schwedischen Klub LUGI HF unter Vertrag. Ab der Saison 2021/22 spielte Sejr für den HBW Balingen-Weilstetten, mit dem er am Saisonende 2021/22 aus der deutschen Bundesliga absteigen musste. Im folgenden Jahr gelang ihnen der direkte Wiederaufstieg als Meister der 2. Bundesliga. Im September 2023 verließ er Balingen und schloss sich dem französischen Erstligisten Dunkerque HBGL an. Ein Jahr später kehrte er nach Dänemark zurück und unterschrieb einen Vertrag beim Aarhus HC. Seit der Saison 2025/26 steht er beim dänischen Erstligisten Skanderborg Aarhus Håndbold unter Vertrag.

### Nationalmannschaft
Simon Sejr bestritt fünf Länderspiele für die dänische Jugend- und 19 für die dänische Junioren-Nationalmannschaft. Bei der 
U-21-Weltmeisterschaft 2017 in Algerien unterlag er mit Dänemark im Endspiel den Spaniern mit 38:39 nach Verlängerung.

### Beachhandball
Sejr gewann mit der dänischen Beachhandballnationalmannschaft die Beachhandball Euro 2019 und die Beachhandball Euro 2021, zusätzlich wurde er jeweils zum besten Torwart des Turniers gekürt. Bei der Beachhandball-Weltmeisterschaft 2022 gewann er mit Dänemark die Silbermedaille. Mit 66 Paraden in neun Spielen bei 29 % gehaltener Bälle wurde er erneut ins All-Star-Team gewählt.